# Aeroportul Châlons Vatry
Aeroportul Châlons Vatry (IATA: XCR, ICAO: LFOK) este un aeroport din Vatry, Cantonul Écury-sur-Coole, Arondismentul Châlons-en-Champagne, Marne, Grand Est, Franța metropolitană, Franța ce deservește zona Châlons-en-Champagne. Aeroportul a fost tranzitat în 2022 de 62.007 pasageri. A fost deschis în 1953 și numit după zona deservită.
Situat la o altitudine de 179 m, aeroportul dispune de 1 pistă.

## Infrastructură

### Piste
Aeroportul dispune de o singură pistă. Pista 10/28 are suprafața de asfalt și dimensiunile 3.860 m × 45 m. 